# 洛珀山1号铁路隧道

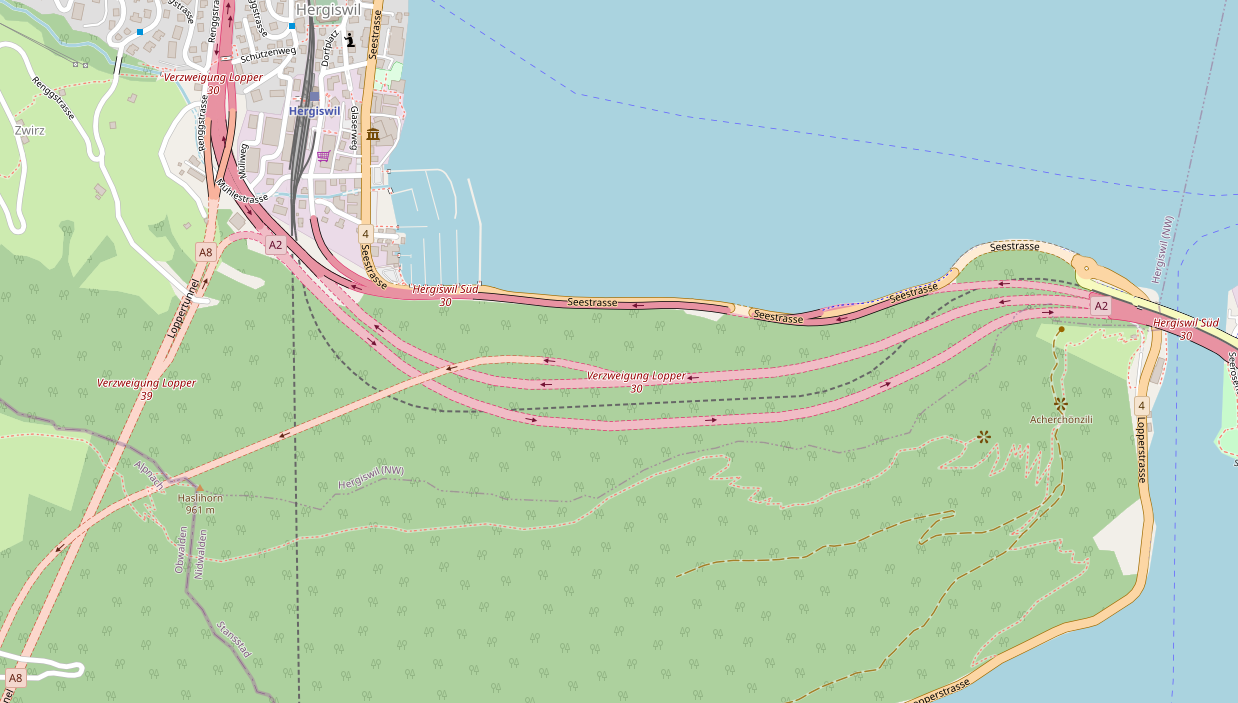
洛珀山1号铁路隧道、基兴瓦尔德隧道、洛珀山公路隧道、洛珀山2号铁路隧道

洛珀山1号铁路隧道是瑞士的一座铁路穿山隧道，承载布吕尼格线穿过下瓦爾登州和上瓦爾登州边界的洛珀山，与附近南北走向的洛珀山公路隧道大致平行。